# Condat-sur-Vienne
Condat-sur-Vienne è un comune francese di 4 773 abitanti situato nel dipartimento dell'Alta Vienne nella regione della Nuova Aquitania.
 
È gemellato con il comune italiano di Cilavegna, in Lombardia, nella provincia di Pavia.

## Società

### Evoluzione demografica
Abitanti censiti